# Storbritanniens Grand Prix 1972
Storbritanniens Grand Prix 1972 var det sjunde av tolv lopp ingående i formel 1-VM 1972.  

## Resultat
1. Emerson Fittipaldi, Lotus-Ford, 9 poäng
2. Jackie Stewart, Tyrrell-Ford, 6
3. Peter Revson, McLaren-Ford, 4
4. Chris Amon, Matra, 3
5. Denny Hulme, McLaren-Ford, 2
6. Arturo Merzario, Ferrari, 1
7. Ronnie Peterson, March-Ford (varv 74, snurrade av)
8. Carlos Reutemann, Brabham-Ford
9. Niki Lauda, Clarke-Mordaunt-Guthrie (March-Ford)
10. Rolf Stommelen, Eifelland-Ford
11. Jean-Pierre Beltoise, BRM
12. Wilson Fittipaldi, Brabham-Ford (varv 69, upphängning)
13. Mike Beuttler, Clarke-Mordaunt-Guthrie (March-Ford)

### Förare som bröt loppet
- Tim Schenken, Surtees-Ford (varv 64, upphängning)
- François Cévert, Tyrrell-Ford (60, snurrade av)
- Dave Walker, Lotus-Ford (59, upphängning)
- Jacky Ickx, Ferrari (49, oljetryck)
- Graham Hill, Brabham-Ford (47, snurrade av)
- Carlos Pace, Williams (March-Ford) (39, differential)
- Jackie Oliver, BRM (36, upphängning)
- Mike Hailwood, Surtees-Ford (31, växellåda)
- Dave Charlton, Scuderia Scribante (Lotus-Ford) (21, växellåda)
- Nanni Galli, Tecno (9, snurrade av)
- Henri Pescarolo, Williams (Politoys-Ford) (7, olycka)
- Peter Gethin, BRM (5, motor)
- Andrea de Adamich, Surtees-Ford (3, olycka)

### Förare som ej startade
- François Migault, Connew-Ford